# Stelă funerară (Butuceni)
Stelă funerară este un monument amplasat în Butuceni, raionul Orhei, Republica Moldova. Este un monument istoric și de artă de importanță națională inclus în Registrul monumentelor Republicii Moldova ocrotite de stat cu nr. 1074 (raionul Orhei). Datează din sec. XVIII.